# Кіміцу

35°19′50″ пн. ш. 139°54′9″ сх. д. / 35.33056° пн. ш. 139.90250° сх. д.
Кімі́цу (яп. 君津市, きみつし, МФА: [kʲimʲit͡su̥ ɕi]) — місто в Японії, в префектурі Тіба.

## Короткі відомості
Розташоване в південно-західній частині префектури, на заході півострова Босо, на березі Токійської затоки. Виникло на основі декількох сільських поселень раннього нового часу. Складова Токійсько-Тібського промислового району. Основою економіки є сільське господарство, металургія, туризм. Станом на 1 жовтня 2008 площа міста становила 318,83 км². Станом на 1 січня 2009 населення міста становило 89 054 осіб.

## Міста-побратими
- Камоґава, Японія
- Uiwang, Південна Корея